# Taenaris pellus
Taenaris pellus är en fjärilsart som beskrevs av Brooks 1944. Taenaris pellus ingår i släktet Taenaris och familjen praktfjärilar. Inga underarter finns listade i Catalogue of Life.